# Antegibbaeum fissoides
Antegibbaeum fissoides är en isörtsväxtart som först beskrevs av Adrian Hardy Haworth, och fick sitt nu gällande namn av Schwant. och C. Weber. Antegibbaeum fissoides ingår i släktet Antegibbaeum och familjen isörtsväxter. Inga underarter finns listade i Catalogue of Life.